# Bill Belzer
Bill Belzer (ur. 5 listopada 1968 w Kansas City) – amerykański muzyk, gitarzysta  i perkusista; perkusista zespołu Uncle Tupelo na początku lat 90. Jest absolwentem katolickiej szkoły Savior of the World High School Seminary i Rockhurst High School w Kansas City. Jeszcze podczas kształcenia rozpoczął grę na perkusji. Będąc w Rockhurst High School założył zespół Mongol Beach Party. Po rozpadzie grupy dołączył do Uncle Tupelo. Na początku lat 90.  wyjechał w trasę koncertową wraz z takimi artystami jak Michelle Shocked, The Band i Taj Mahal. Po powrocie do Los Angeles i rozwiązaniu Uncle Tupelo dołączył do formacji Grumpy.
Był członkiem takich zespołów jak The New Amsterdams, Grant Hart, Cher UK, The Ssion, Hayley Mills Brothers i Bill Belzer and the Beauty Operators.